# Грей (округ, Техас)
Округ Грей (англ. Gray County) расположен в США, штате Техас. Официально образован в 1876 году и назван в честь Питера Грея — юриста и военного конфедерации периода гражданской войны в США. По состоянию на 2000 год численность населения составляла 22 744 человека. Окружным центром является город Пампа.

## География
По данным Бюро переписи США, общая площадь округа составляет 2407 км², из которых 2404 км² — суша, и 3 км², или 0,1 % — это водоёмы.

### Соседние округа
- Донли (юг)
- Карсон (запад)
- Робертс (север)
- Уилер (восток)

### Национальные охраняемые территории
- лугопастбищное угодье Макклелан-Крик

## Демография
По данным переписи населения 2000 года в округе проживало 22 744 жителя, в составе 8793 хозяйств и 6049 семей. Плотность населения была 9 человек на квадратный километр. Насчитывалось 10 567 жилых домов, при плотности покрытия 4 постройки на квадратный километр. По расовому составу население состояло из 82,15 % белых, 5,85 % чёрных или афроамериканцев, 0,94 % коренных американцев, 0,39 % азиатов, 0,02 % коренных гавайцев или других жителей Океании, 8,23 % прочих рас, и 2,42 % представители двух или более рас. 13,01 % населения являлись испано- или латиноамериканцами.
Из 8793 хозяйств 30 % воспитывали детей возрастом до 18 лет, 57 % супружеских пар, живущих вместе, в 9 % семей женщины проживали без мужей, 31,2 % не имели семей. На момент переписи 28,7 % от общего количества жили самостоятельно, 15,3 % лица старше 65 лет, жившие в одиночку. В среднем на каждое хозяйство приходилось 2,39 человека, среднестатистический размер семьи составлял 2,93 человека.
Показатели по возрастным категориям в округе были следующие: 24 % — жители до 18 лет, 8,4 % — от 18 до 24 лет, 27,2 % — от 25 до 44 лет, 22,3 % — от 45 до 64 лет, и 18,1 % — старше 65 лет. Средний возраст составлял 39 лет. На каждых 100 женщин приходилось 104 мужчины. На каждых 100 женщин в возрасте 18 лет и старше приходилось 103,7 мужчин.
Средний доход на хозяйство в округе составлял 31 368 $, на семью — 40 019 $. Среднестатистический заработок мужчины был 32 401 $ против 20 158 $ для женщины. Доход на душу населения в округе был 16 702 $. Около 11,2 % семей и 13,8 % общего населения находились ниже черты бедности. Среди них было 17,6 % тех, кому ещё не исполнилось 18 лет, и 9,6 %, тех кому было уже больше 65 лет.

## Населённые пункты

### Города
- Лефорс
- Мак-Лейн
- Пампа

### Немуниципальные территории
- Аланрид

## Политическая ориентация
На президентских выборах 2008 года Джон Маккейн получил 85,13 % голосов избирателей против 14,18 % у демократа Барака Обамы.
В Техасской палате представителей округ Грей с 1989 года представляет республиканец Уоррен Чисам из Пампы. Округ Грей наряду с ещё 18 другими округами Техаса входит в 88-й район.

## Образование
Образовательную систему округа составляют следующие учреждения:
- школьный округ Лефорс
- школьный округ Мак-Лейн[3]
- школьный округ Пампа[4]